# Bill Anderson
Bill Anderson, (Columbia, 1937. november 1. –) amerikai countryénekes, dalszerző; televíziós személyiség.

## Pályafutása
Bill Anderson 1937. november 1-jén született Columbiában. Több mint 40 stúdióalbumot adott ki, és hétszer jutott az amerikai countryzenei listák élére: „Mama Sang a Song” (1962), „Still” (1963), „I Get the Fever” (1966), „For Loving You” (Jan Howarddal, 1967), „My Life (Throw It Away If I Want To)” (1969), "„World of Make Believe” (1974) és „Sometimes” (Mary Lou Turnerrel, 1976).
29 kislemeze is bejutott a legjobb tízbe. Történetmesélő énekstílusának köszönhetően kiérdemelte a „Whisperin' Bill” becenevet.
1965-74 között saját országos televíziós sorozatát vezette (The Bill Anderson Show). A programban fellépett Jan Howard (duópartnere) és a The Po' Boys turnézenekar is.
1965-74 között Anderson saját országos televíziós sorozatát vezette (The Bill Anderson Show). A programban fellépett Jan Howard (duópartnere) és a The Po' Boys turnézenekar is. 1961-től tagja volt a Grand Ole Opry rádióműsornak és annak a színpadi előadásainak Nashville-ben. A dalait előadó zenészek között volt Ray Price, Lynn Anderson, Jim Reeves, Brad Paisley, Kenny Chesney és George Strait.

## Albumok
- 1963: Still
- 1964: Bill Anderson Sings
- 1965: From This Pen
- 1965: Bright Lights and Country Music
- 1966: I Love You Drops
- 1967: Get While the Gettin's Good
- 1967: Greatest Hits Volume 1
- 1967: I Can Do Nothing Alone
- 1968: For Loving You (és Jan Howard)
- 1968: Wild Weekend
- 1968: Happy State of Mind
- 1969: Story
- 1969: My Life / But You Know I Love You
- 1970: If It's All the Same to You (és Jan Howard)
- 1970: Love Is a Sometimes Thing
- 1970: Where Have All Our Heroes Gone
- 1971: Always Remember
- 1971: Greatest Hits Volume 2
- 1972: Bill and Jan or Jan and Bill (és Jan Howard)
- 1972: For All the Lonely Women In the World
- 1972: Don't She Look Good
- 1973: Bill
- 1974: Whispering
- 1975: Turn the Radio On / Talk to Me Ohio
- 1976: Sometimes (és Mary Lou Turner)
- 1976: Peanuts and Diamonds and Other Jewels
- 1977: Scorpio (#21)
- 1977: Billy Boy and Mary Lou (és Mary Lou Turner)
- 1978: Love and Other Sad Stories
- 1979: Ladies' Choice

## Filmek
- Bill Anderson az IMDb-n

## Díjak
- Nashville Songwriters Hall of Fame (1975)
- Country Music Association Awards ()2001
- Country Music Hall of Fame (2001)
- Academy of Country Music Award (2001)
- BMI Awards (2002)
- Country Music Association Awards (2007)
- Songwriters Hall of Fame (2018)